# اولین برف (فیلم ۲۰۰۶)
اولین برف (به انگلیسی: First Snow) فیلمی محصول سال ۲۰۰۶ و به کارگردانی مارک فرگوس و هاوک اوتسبی است. در این فیلم بازیگرانی همچون گای پیرس، پایپر پرابو، جی.کی. سیمونز، ویلیام فیکنر، ریک گونزالس، شیا ویگهام، جکی باروز و آدام اسکات ایفای نقش کرده‌اند.